# 奥罗谷 (亚利桑那州)
奥罗谷（英文：Oro Valley），是美国亚利桑那州皮马县下属的一座城市。 面积约为35.64平方英里（约合92.3平方公里）。根据2010年美国人口普查，该市有人口41,011人，人口密度为1,154.30/平方英里。在建制上，该市属于“Town”。